# Manowar Kills
A Manowar Kills az amerikai Manowar 1992-ben megjelent első válogatáslemeze.

## Számlista
1. "The Demon's Whip"
2. "Ride the Dragon"
3. "Metal Warriors"
4. "Fighting the World"
5. "Kings of Metal"
6. "Defender"
7. "Black Wind, Fire and Steel"
8. "Blood of the Kings"